# Donji Vaganac
Donji Vaganac falu Horvátországban Lika-Zengg megyében. Közigazgatásilag Plitvička Jezerához tartozik.

## Fekvése
Otocsántól légvonalban 39 km-re, közúton 68 km-re keletre, községközpontjától, Korenicától légvonalban 19 km-re közúton 25 km-re északra, a bosnyák határ mellett fekszik a vaganaci katolikus plébániatemplomtól keletre.

## Története
A település a közelében emelkedő domb véka (vagan) alakjáról kapta a nevét. 1520-ban Beriszló Péter horvát bán olyan helyként említi, ahol török őrtorony áll. A település története a 18. század végén kezdődött, amikor az 1791-es szisztovói békekötés után a törökök kiürítették a környező területeket, és a határ megerősítésre került. Ekkor a katonai közigazgatás alatt álló területekről 66 határőrcsalád telepedett itt le. 1810 körül felépült a település római katolikus plébániatemploma is melyet a Szent Kereszt Felmagasztalása tiszteletére szenteltek. A görögkeletiek a sadilovaci parókiához tartoztak. A falunak 1857-ben 337, 1910-ben 339 lakosa volt. A trianoni békeszerződés előtt Lika-Korbava vármegye Korenicai járásához tartozott. Ezt követően előbb a Szerb-Horvát-Szlovén Királyság, majd Jugoszlávia része lett. A második világháború során a partizánok lerombolták a 19. századi katolikus templomot és az iskolaépület is megsemmisült. A háború után az iskolát újjáépítették. 1961 és 1963 között felépült az új katolikus plébániatemplom is. 1991-ben a falu lakosságát fele-felerészben alkották szerbek és horvátok. 1991-ben a független Horvátország része lett, de szerb lakossága még az évben Krajinai Szerb Köztársasághoz csatlakozott. 1991. október 9-én a szerbek elpusztították a horvátok házait, az iskolát és a templomot is. A magukat meghúzó időseket elűzték, közülük többeket megöltek és házaikat rájuk gyújtották. A horvát hadsereg 1995. augusztus 6-án a Vihar hadművelet keretében foglalta vissza a község területét. Ezt követően a falut újjáépítették. 2002-ben felszentelték az újjáépített katolikus plébániatemplomot, melynek alapkövét még 2000-ben rakták le. A falunak 2011-ben mindössze 61 lakosa volt.

## Lakosság
| Lakosság változása | Lakosság változása | Lakosság változása | Lakosság változása | Lakosság változása | Lakosság változása | Lakosság változása | Lakosság változása | Lakosság változása | Lakosság változása | Lakosság változása | Lakosság változása | Lakosság változása | Lakosság változása | Lakosság változása | Lakosság változása |
| ------------------ | ------------------ | ------------------ | ------------------ | ------------------ | ------------------ | ------------------ | ------------------ | ------------------ | ------------------ | ------------------ | ------------------ | ------------------ | ------------------ | ------------------ | ------------------ |
| 1857               | 1869               | 1880               | 1890               | 1900               | 1910               | 1921               | 1931               | 1948               | 1953               | 1961               | 1971               | 1981               | 1991               | 2001               | 2011               |
| 337                | 391                | 326                | 378                | 394                | 339                | 325                | 324                | 156                | 284                | 267                | 258                | 233                | 184                | 47                 | 61                 |

## Nevezetességei
A Donji és Gornji Vaganac között álló Szent Kereszt Felmagasztalása tiszteletére szentelt római katolikus plébániatemplomot 1963-ban építették a 19. századi, a II. világháború alatt lerombolt régi templom helyén. 1991-ben a szerb felkelők és a jugoszláv hadsereg gránátokkal súlyosan megrongálta, melynek következtében teljesen leégett. 2000 és 2002 között újjáépítették.